# 蚕養国神社

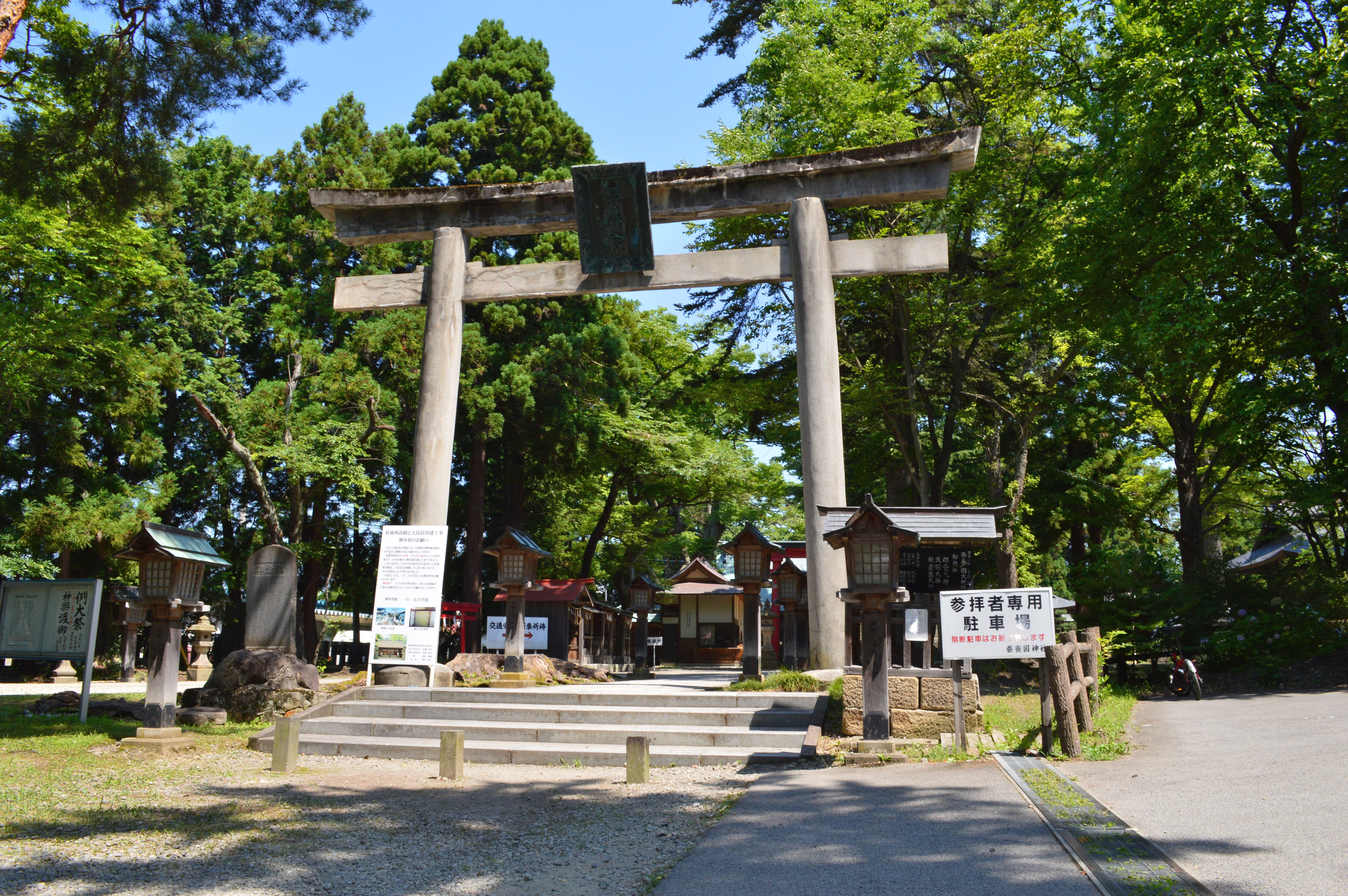
鳥居

蚕養国神社（こがいくにじんじゃ）は、福島県会津若松市蚕養町にある神社。式内社で、旧社格は県社。正式名称は蠶養國神社。別称は蠶養宮。神紋は「会津三ツ葵」。
養蚕に関する神社として知られる。

## 祭神
祭神は次の3柱。
- 保食大神 （うけもちのおおかみ）
- 稚産霊大神 （わくむすびのおおかみ）
- 天照大御神 （あまてらすおおみかみ）

## 歴史

### 創建
社伝では、弘仁2年（811年）の創建という。
『延喜式』神名帳では、この蚕養国神社以外に社名を「蚕養国」とする官社はなく、この社名は当社が唯一のものになる。社名に見えるように蚕養国神社の創建には養蚕業が関係すると考えられているが、会津で養蚕が盛んだったことにより祀られたというよりは、会津で養蚕を盛んにしようとする中央政府の政策のために祀られるようになったと見る説が挙げられている。その背景として、『日本後紀』延暦15年（796年）11月8日条に見える、伊勢・三河・相模・近江・丹波・但馬等の国の婦女2人ずつを陸奥国に遣わして2年間養蚕技術を教えさせたという記事の存在が指摘される。

### 概史
延長5年（927年）成立の『延喜式』神名帳では陸奥国会津郡に「蝅養国神社」と記載され、式内社に列している。会津郡の式内社は蚕養国神社と伊佐須美神社（大沼郡会津美里町）のみであった。
この蚕養国神社について国史に記載は見えないが、社伝では承和年間（834年 - 848年）に陸奥・出羽国按察使兼鎮守府将軍の藤原富士麻呂の奏上により官社に列したというほか、寛弘7年（1011年）には県令の石部少将道秀らによって社殿が創設されたという。その後、兵火により社殿を焼失し衰退するが、会津藩初代藩主の保科正之によって復興され、社殿造営と社領20石の安堵を得た。さらに寛保3年（1743年）には神階が正一位に進み、文化4年（1807年）には火災によって社殿を焼失したが、文政2年（1819年）に8代藩主の松平容敬によって再建されたという。
明治維新後、明治9年（1876年）11月に近代社格制度において県社に列した。

## 境内
本殿は皇子造（王子造/熊野造）。他の社殿として幣殿・拝殿・神饌所・神楽殿等がある。
また拝殿前に立つ桜の古木は樹高14メートル、樹齢1,000年以上とされ、特に「峰張桜（みねはりざくら）」と称される。社伝では、寛弘7年（1011年）の石部少将道秀らによる社殿創設の際に植えられた桜になるという。この桜は会津若松市指定天然記念物に指定されている。

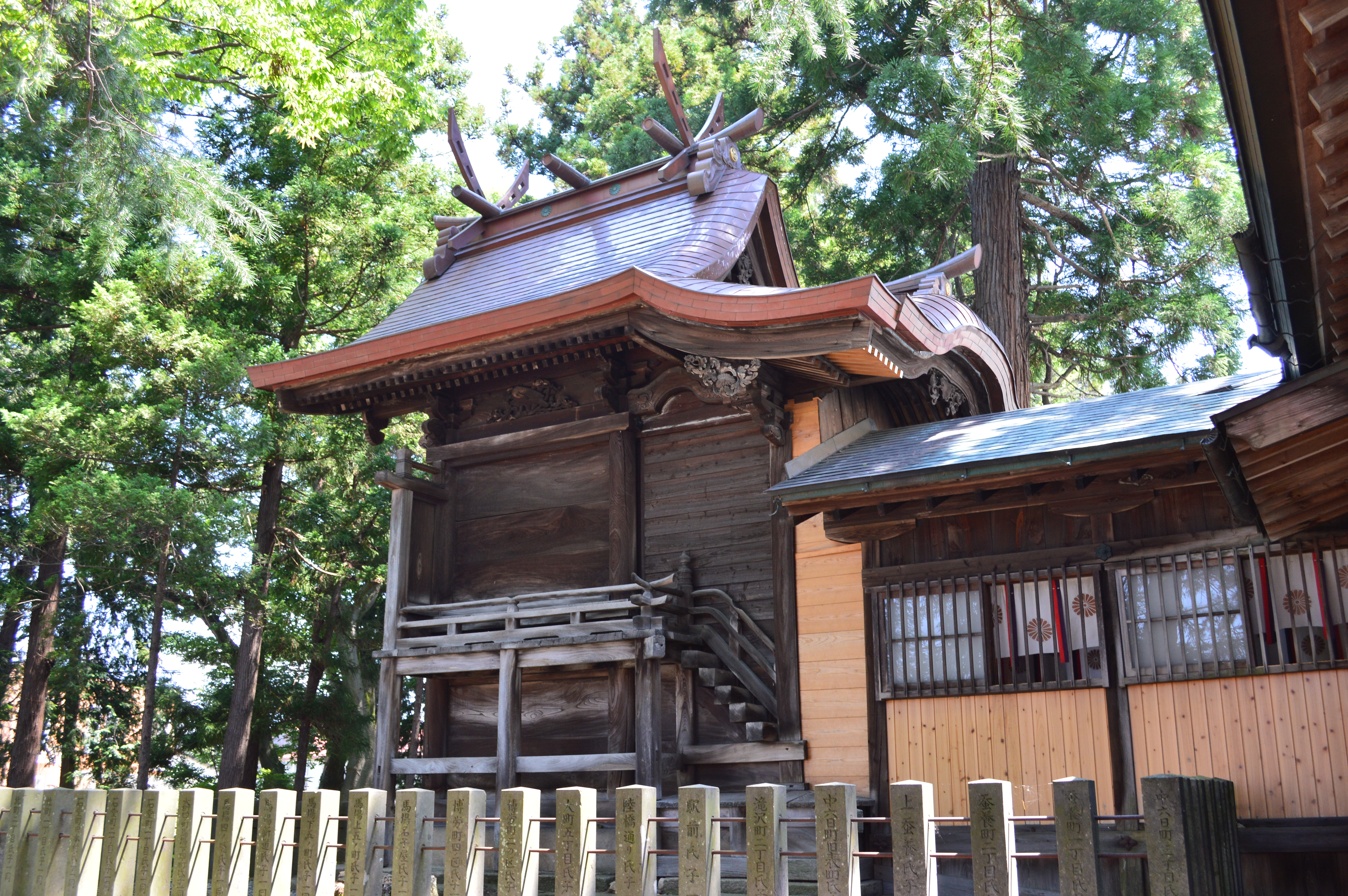
本殿
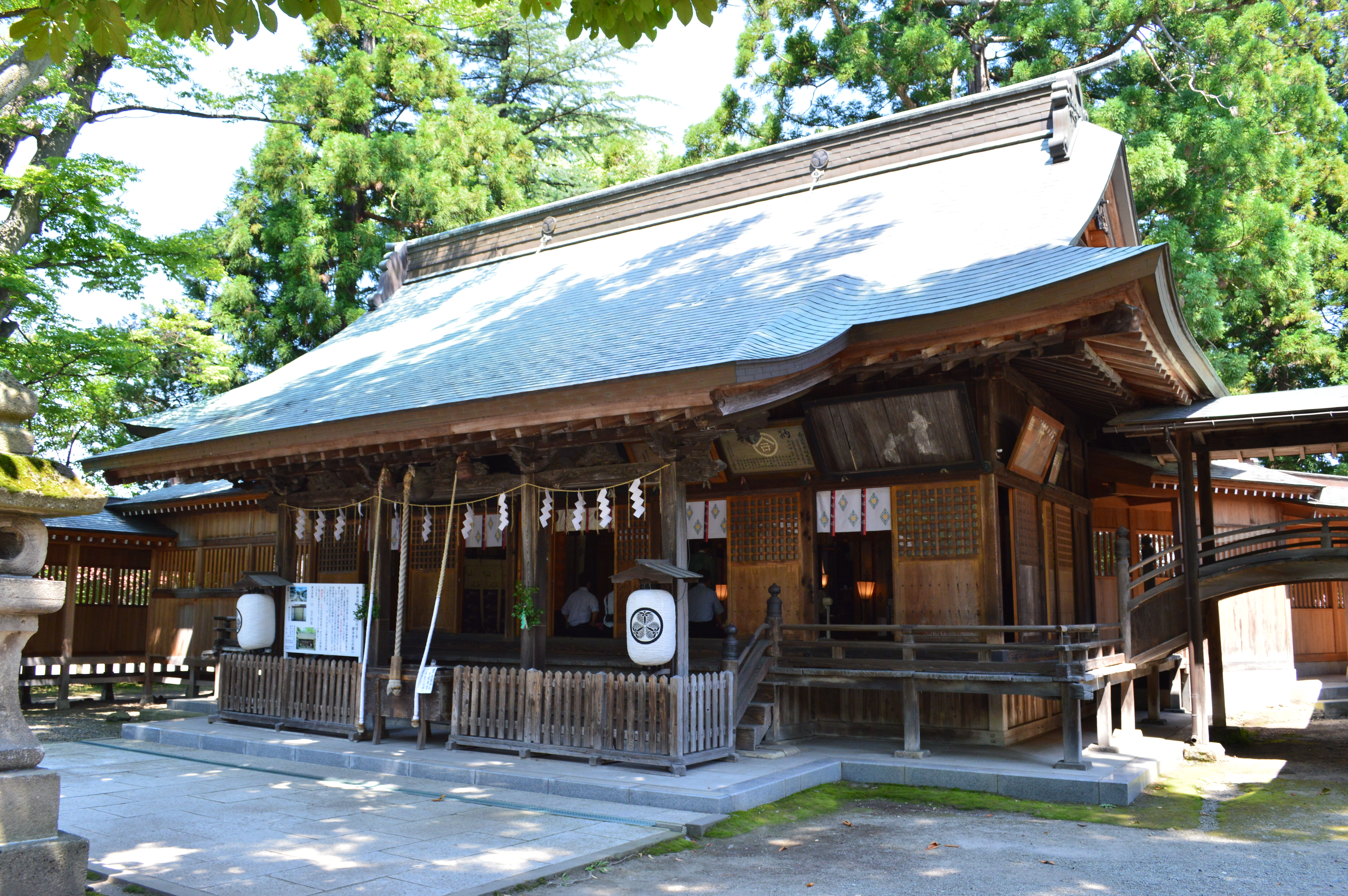
拝殿
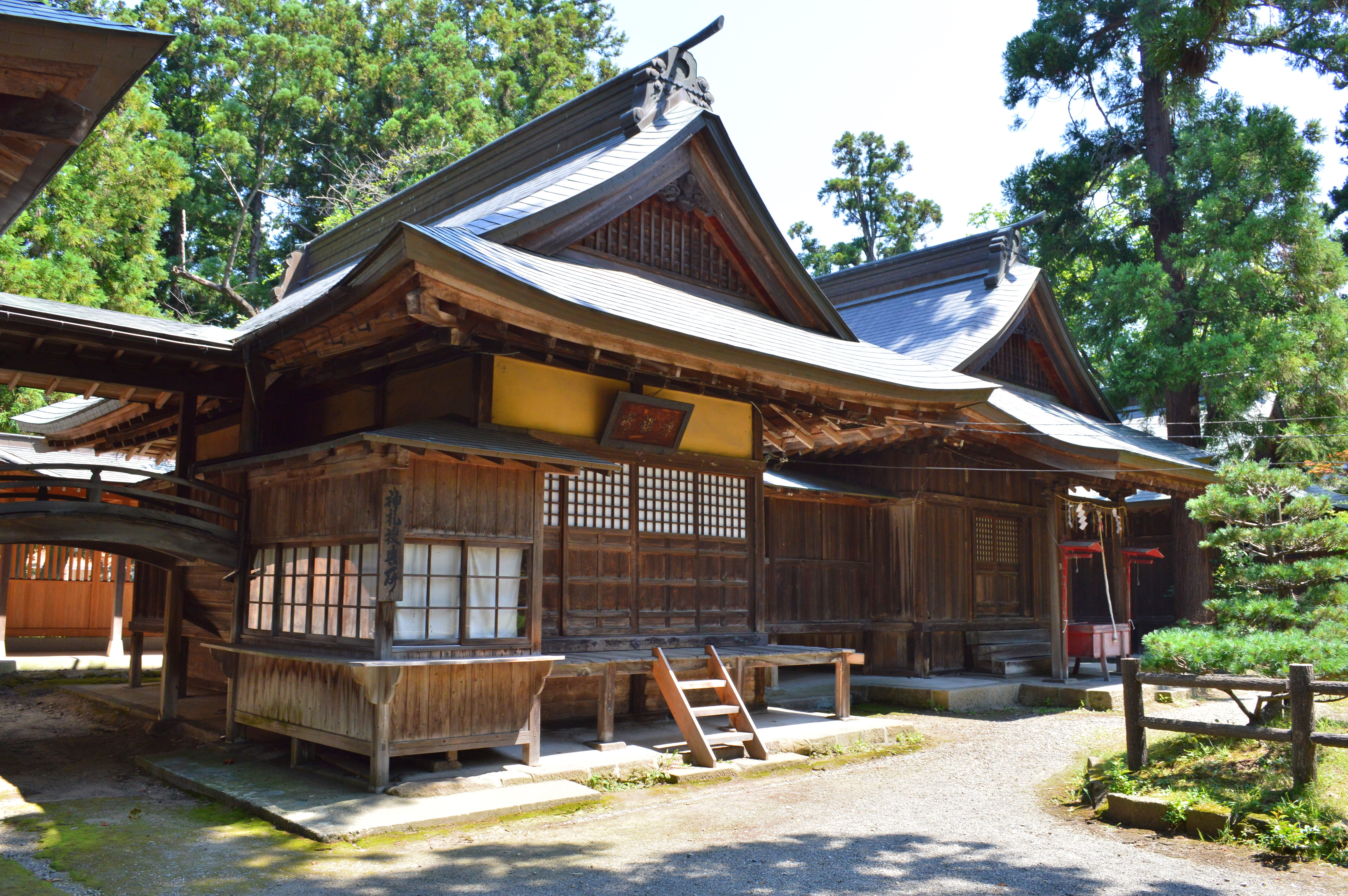
神饌所
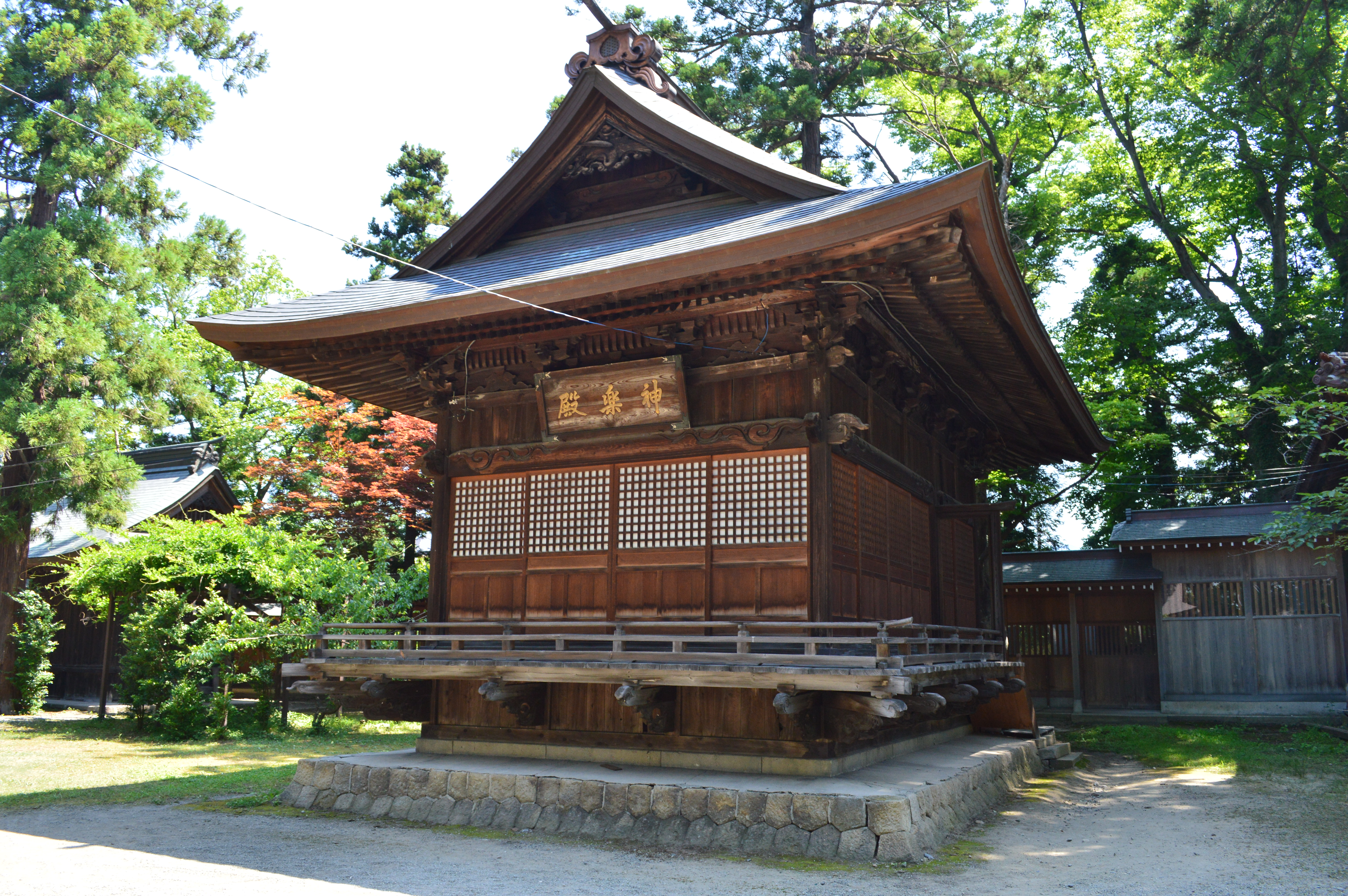
神楽殿

## 摂末社

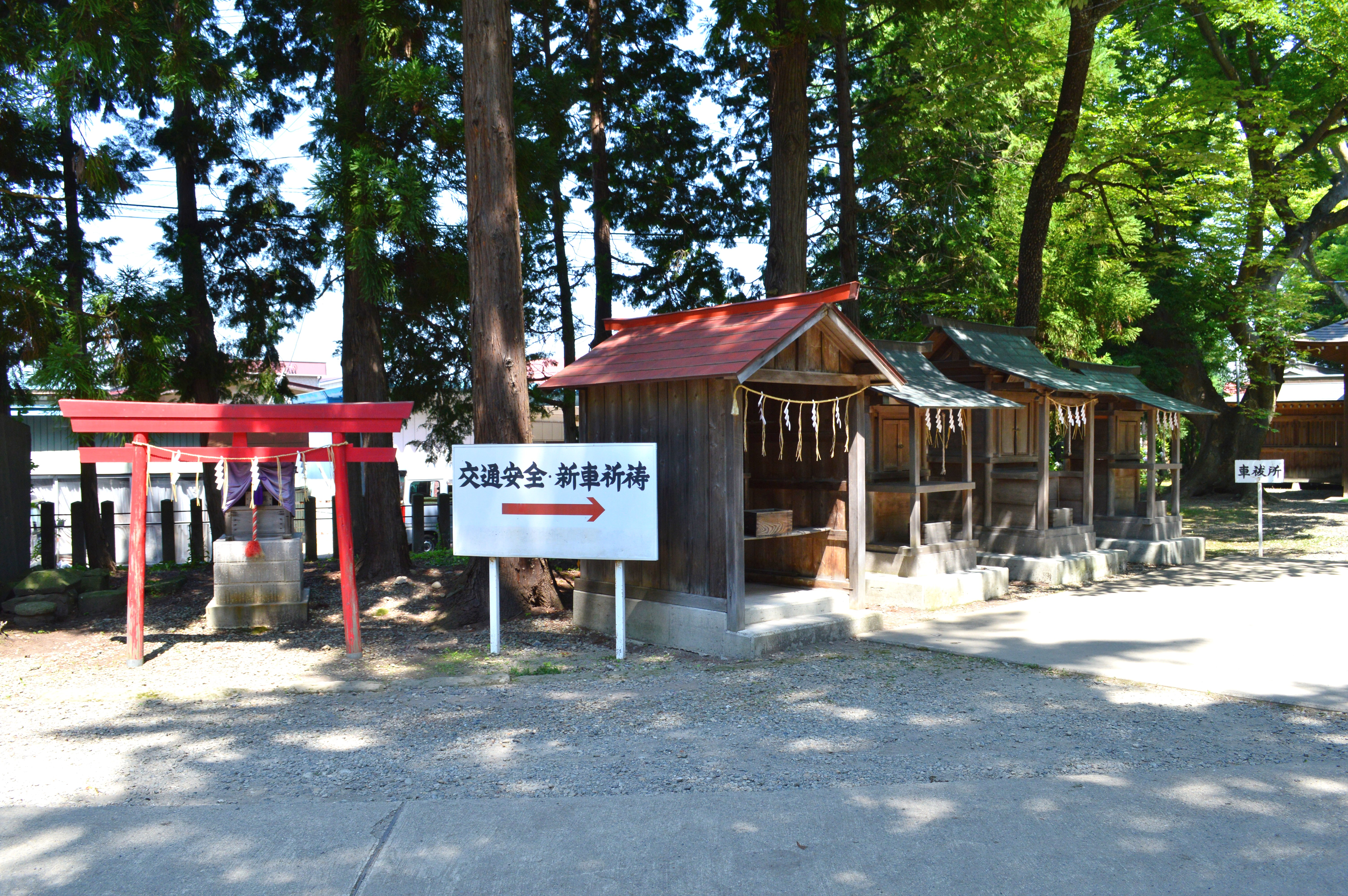
境内社

- 五社稲荷神社[6]
- 鬼渡神社
- 護忠霊社
- 宗像神社・瀧直神社
- 和霊々社

## 祭事
- 月次祭 （毎月1日・15日）[7]
- 元旦祭 （1月1日）
- 初午祭 （2月初午日）
- 桜花祭・春季大祭 （4月19日）
- 夏越大祓・茅の輪くぐり （6月30日）
- 例大祭 （8月1日）
- 神輿渡御 （8月2日）
- 新穀感謝祭 （11月23日）
- 歳越大祓 （12月30日）

## 文化財

### 会津若松市指定天然記念物
- 峰張ザクラ - 平成9年3月18日指定[5]。

## 現地情報
所在地
- 福島県会津若松市蚕養町2番1号

交通アクセス
- 鉄道：東日本旅客鉄道（JR東日本）磐越西線・只見線 会津若松駅 （徒歩約11分）